# Miasto Loznica
Miasto Loznica (serb. Grad Loznica / Град Лозница) – jednostka administracyjna w Serbii, w okręgu maczwańskim. W 2018 roku liczyła 75 286 mieszkańców.

## Miejscowości
Miejscowości wchodzące w skład gminy Loznica:

- Banja Koviljača
- Baščeluci
- Bradić
- Brezjak
- Brnjac
- Cikote
- Čokešina
- Donja Badanja
- Donja Sipulja
- Donje Nedeljice
- Donji Dobrić
- Draginac
- Filipovići
- Gornja Badanja
- Gornja Borina
- Gornja Koviljača
- Gornja Sipulja
- Gornje Nedeljice
- Gornji Dobrić
- Grnčara
- Jadranska Lešnica
- Jarebice
- Jelav
- Joševa
- Jugovići
- Kamenica
- Klupci
- Korenita
- Kozjak
- Krajišnici
- Lešnica
- Lipnica
- Lipnički Šor
- Loznica
- Lozničko Polje
- Milina
- Novo Selo
- Paskovac
- Ploča
- Pomijača
- Ribarice
- Runjani
- Simino Brdo
- Slatina
- Straža
- Stupnica
- Šurice
- Tekeriš
- Trbosilje
- Trbušnica
- Tršić
- Veliko Selo
- Voćnjak
- Zajača